# Unione Sportiva Olbia 1970-1971
Questa voce raccoglie le informazioni riguardanti l'Unione Sportiva Olbia nelle competizioni ufficiali della stagione 1970-1971.